# Isola Austral
L'isola Austral (in inglese Austral Island) è una piccola isola antartica facente parte dell'arcipelago Windmill.
Localizzata ad una latitudine di 66° 30' sud e ad una longitudine di 110°39' est, la zona è stata fotografata per la prima volta mediante ricognizione aerea durante l'operazione Highjump e l'operazione Windmill, negli anni 1947-1948, ma non venne mappata. È stata chiamata così dalla US-ACAN perché rappresenta il limite meridionale delle isole Windmill.